# Cordey
Cordey ist eine französische Gemeinde mit 153 Einwohnern (Stand: 1. Januar 2022) im Département Calvados in der Region Normandie. Sie gehört zum Arrondissement Caen und zum Kanton Falaise. Die Einwohner werden Cordéens genannt.

## Geografie
Cordey liegt an der Grenze zum Département Orne, etwa sechs Kilometer südlich von Falaise und rund zehn Kilometer nördlich von Putanges-Pont-Écrepin. Umgeben wird Cordey von den Nachbargemeinden Saint-Martin-de-Mieux im Westen und Nordwesten, Saint-Pierre-du-Bû im Nordosten, La Hoguette im Osten, Neuvy-au-Houlme im Südosten sowie Bazoches-au-Houlme.

## Bevölkerungsentwicklung
| Jahr                      | 1962 | 1968 | 1975 | 1982 | 1990 | 1999 | 2006 | 2011 |
| Einwohner                 | 119  | 127  | 111  | 128  | 147  | 159  | 130  | 143  |
| Quelle: Cassini und EHESS |      |      |      |      |      |      |      |      |

## Sehenswürdigkeiten

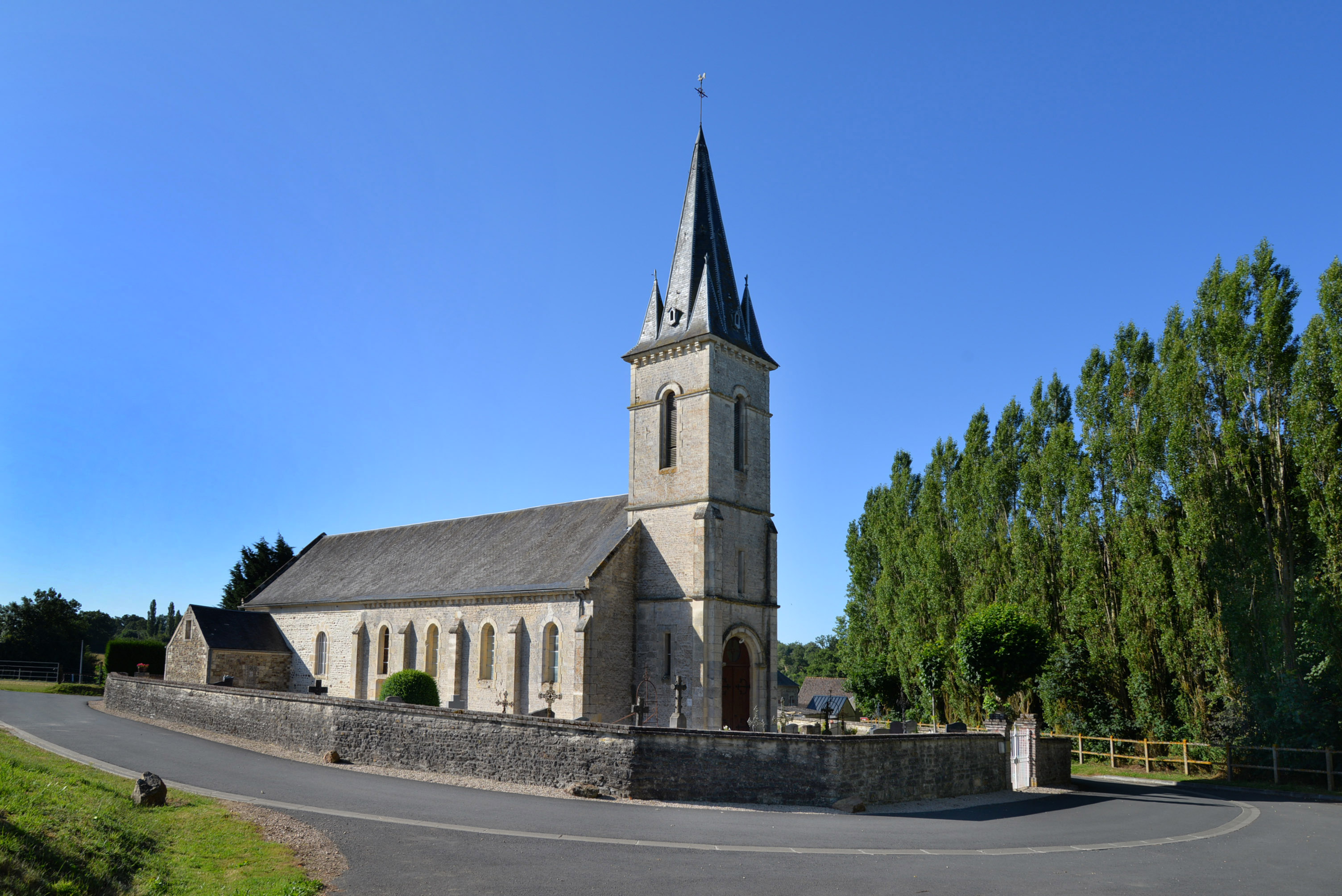
Kirche Saint-André

- Kirche Saint-André
- Kriegerdenkmal